# 伊拉克临时管理委员会
伊拉克临时管理委员会（阿拉伯语：مجلس الحكم العراقي）是指2003年3月20日伊拉克战争爆发之后，美军占领伊拉克以来，由美、英联军主导的“联盟驻伊拉克临时管理当局”于2003年7月13日成立的暂时管理伊拉克国家事务的机构。该机构于2004年6月1日新的“伊拉克临时政府”成立后解散；2004年6月28日完成向伊拉克临时政府移交权力。
伊拉克临时管理委员会同联盟驻伊拉克临时管理当局合作，有权在经济、金融、选举、卫生、教育等任何领域制定政策和做出决定。联盟驻伊拉克临时管理当局需要就所有重大问题以及政策疑问咨询伊拉克临时管理委员会。而在过渡期间，联军仍将负责采取具体的安全行动。

## 领导成员
伊拉克临时管理委员会每月由该委员会领导机构的9名成员轮流担任主席。

### 9名领导机构成员
- 易卜拉欣·贾法里
- 艾哈迈德·沙拉比
- 伊亚德·阿拉维
- 阿卜杜勒·阿齐兹·哈基姆
- 阿德南·帕沙希
- 贾拉勒·塔拉巴尼
- 马苏德·巴尔扎尼
- 穆赫辛·阿卜杜勒·阿齐兹
- 穆罕默德·巴哈尔·乌卢姆

### 其他16名成员
- 瓦伊勒·阿卜杜勒·拉提夫
- 阿基来·哈希米（遇袭身亡）
- 哈米德·马吉德·穆萨
- 凯里姆·穆罕默德维
- 艾哈迈德·巴拉克·布苏尔坦
- 穆瓦法格·拉比伊
- 伊兹丁·萨利姆
- 拉贾·哈比·哈扎伊
- 纳希尔·卡米勒·扎得拉吉
- 加齐·亚乌尔
- 萨米尔·马哈茂德
- 萨拉丁·巴哈丁
- 马哈茂德·阿里·奥斯曼
- 达拉·努尔丁
- 尤纳迪姆·尤素福·卡努
- 杉库勒·哈比比·欧马尔